# Campionato sudamericano maschile under 20 di calcio 2025
Il campionato sudamericano di calcio Under-20 2025 è stata la 31ª edizione della competizione biennale organizzata dalla CONMEBOL e riservata alle Nazionali Under-20. Si è svolta in Venezuela dal 23 gennaio al 16 febbraio 2025. Il Brasile era la nazionale campione in carica.
Il Brasile ha vinto, confermandosi campione, conquistando il trofeo per la tredicesima volta nella sua storia.

## Formato
Il torneo è diviso in due fasi: nella prima le dieci squadre si affrontano in due gironi da 5 squadre con partite di sola andata, al termine delle quali le prime tre classificate accederanno alla fase successiva. Nella seconda fase le sei squadre qualificate si affrontano in un girone di sola andata, al termine del quale si decreta il vincitore.
Come le edizioni precedenti, il torneo fungerà da qualificazione CONMEBOL per il Campionato mondiale di calcio Under-20. Le migliori quattro squadre si qualificheranno per il Campionato mondiale di calcio Under-20 2025 in Cile come rappresentanti della CONMEBOL, oltre al Cile che si qualificherà automaticamente come paese ospitante (se il Cile fosse tra le prime quattro squadre del torneo, automaticamente si qualificherebbe la squadra piazzatasi al quinto posto nella classifica finale).

## Scelta della sede

### Paese ospitante iniziale
Il 10 aprile 2024, durante una riunione del Consiglio della CONMEBOL, il presidente Alejandro Domínguez annunciò che sarebbe stato il Perù ad ospitare l'edizione 2025 con Arequipa come città ospitante. La Federazione calcistica peruviana aveva presentato alla CONMEBOL nel marzo 2024 la propria candidatura per organizzare questa competizione.
La CONMEBOL, per l'assegnazione, ha richiesto la disponibilità di un minimo di tre sedi; inizialmente sono stati presi in considerazione quattro possibili siti: lo Stadio Monumental de la UNSA, lo Stadio Melgar, lo Stadio La Tomilla e lo Stadio Municipal de Sachaca, ma gli ultimi tre avrebbero necessitato di miglioramenti considerevoli per ospitare le partite. Nell'ottobre 2024, è stato annunciato che Lima sarebbe stata aggiunta come città ospitante a causa della mancanza di stadi adatti ad Arequipa, con la prima fase prevista a Lima e la fase finale che si sarebbe svolta ad Arequipa.
Il 13 novembre 2024, i media peruviani locali hanno annunciato la perdita dell'organizzazione del torneo da parte del Perù, presumibilmente a causa dell'instabilità istituzionale nella Federazione calcistica peruviana a seguito dell'arresto del suo presidente Agustín Lozano una settimana prima.

### Paese ospitante definitivo
Il 15 novembre 2024, la CONMEBOL ha annunciato alcune modifiche al suo calendario inerente le competizioni per il 2025 in una lettera inviata alle Federazioni affiliate, confermando il Venezuela come nuovo Paese ospitante per il Campionato sudamericano di calcio Under-20, in sostituzione del Perù. In questo modo, il Venezuela ha dovuto rinunciare all'organizzazione del Campionato Sudamericano di calcio Under-17 2025 per il quale era stato precedentemente designato, lasciando il compito alla Colombia: la competizione così torna nel paese della nazionale Vinotinto, che avrebbe dovuto ospitare l’edizione del 2021, annullata a causa della pandemia di COVID-19.
Il presidente della Federazione calcistica venezuelana Jorge Giménez ha annunciato che le città candidate ad  ospitare la competizione sarebbero state Barquisimeto, Valencia, Puerto La Cruz e Maturín. Di queste città ospitanti, solo due sono state confermate dalla CONMEBOL al momento della pubblicazione del calendario delle partite del torneo; infatti ad Barquisimeto e Maturín, sono state sostituite da Caracas e Cabudare.

## Partecipanti
Partecipano al torneo le rappresentative delle 10 associazioni nazionali affiliate alla Confederación sudamericana de Fútbol:
| - Argentina - Bolivia - Brasile (campione in carica) - Cile - Colombia |  | - Ecuador - Paraguay - Perù - Uruguay - Venezuela (paese organizzatore) |

## Stadi e città
Gli incontri si sono disputi in quattro impianti, ognuno in una città diversa: Caracas, Cabudare, Puerto La Cruz e Valencia.
| Caracas                   | Caracas                | Cabudare                     | Caracas Cabudare Puerto La Cruz Valencia | Puerto La Cruz                 | Valencia              |
| ------------------------- | ---------------------- | ---------------------------- | ---------------------------------------- | ------------------------------ | --------------------- |
| Stadio Olímpico della UCV | Stadio Brígido Iriarte | Stadio metropolitano di Lara | Caracas Cabudare Puerto La Cruz Valencia | Stadio José Antonio Anzoátegui | Stadio Misael Delgado |
|                           |                        |                              | Caracas Cabudare Puerto La Cruz Valencia |                                |                       |
| Capienza: 24 264          | Capienza: 10 000       | Capienza: 40 312             | Caracas Cabudare Puerto La Cruz Valencia | Capienza: 37 485               | Capienza: 10 400      |

## Convocazioni
Sono convocabili i giocatori nati tra il 1º gennaio 2005 ed il 31 dicembre 2009. Ogni nazionale può registrare una squadra di 23 giocatori (tre di loro devono essere portieri).

## Arbitri
Sono stati selezionati 11 arbitri, uno per ogni federazione, compreso un arbitro della federazione portoghese. Per la seconda volta, una squadra arbitrale UEFA ha partecipato ad un Campionato sudamericano di calcio Under-20, nell'ambito del memorandum d'intesa UEFA-CONMEBOL firmato nel febbraio 2020, che includeva un programma di scambio di arbitri.
- Maximiliano Ramírez
  - Assistente 1: Pablo González
  - Assistente 2: Pablo Acevedo
- Christian Alemán
  - Assistente 1: Carlos Tapia
  - Assistente 2: Rubén Flores
- Paulo Cesar Zanovelli
  - Assistente 1: Nailton Sousa
  - Assistente 2: Luanderson De Lima
- José Cabero
  - Assistente 1: Juan Serrano
  - Assistente 2: Alejandro Molina
- John Hinestroza
  - Assistente 1: Miguel Roldán
  - Assistente 2: David Fuentes
- Álex Cajas
  - Assistente 1: Edison Vazquez
  - Assistente 2: Dennys Guerrero

- Derlis López
  - Assistente 1: José Villagra
  - Assistente 2: Luis Onieva
- Michael Espinoza
  - Assistente 1: Stephen Atoche
  - Assistente 2: Coty Carrera
- Mathias De Armas
  - Assistente 1: Augustín Berisso
  - Assistente 2: Horacio Ferreiro
- Yender Herrera
  - Assistente 1: Antoni García
  - Assistente 2: José Martínez
- Andrea Colombo
  - Assistente 1: Giovanni Baccini
  - Assistente 2: Davide Imperiale

## Sorteggio

### Sorteggio iniziale
Il sorteggio dei gironi ha avuto luogo il 29 ottobre 2024 nella sede della CONMEBOL di Luque in Paraguay. Le dieci squadre sono state divise in due gruppi da cinque. Perù e Brasile, rispettivamente nazione ospitante e campione in carica, sono stati separati nei due gruppi in quanto teste di serie. Le rimanenti otto nazionali sono state separate in quattro urne da due squadre in base ai risultati ottenuti nel Campionato sudamericano di calcio Under-20 2023.
| Teste di serie | Urna 2   | Urna 3    | Urna 4   | Urna 5    |
| -------------- | -------- | --------- | -------- | --------- |
| Perù           | Uruguay  | Ecuador   | Paraguay | Argentina |
| Brasile        | Colombia | Venezuela | Cile     | Bolivia   |

Da ciascuna fascia, la prima squadra estratta è stata inserita nel Gruppo A e la seconda squadra estratta è stata inserita nel Gruppo B. In entrambi i gruppi, le squadre della fascia 1 sono state assegnate alla posizione 2, le squadre della fascia 2 alla posizione 3, le squadre della fascia 3 in posizione 4 e le squadre della fascia 4 in posizione 5.
Il sorteggio iniziale ha dato come risultato i seguenti gironi:
| Gruppo A  | Gruppo B |
| --------- | -------- |
| Perù      | Brasile  |
| Uruguay   | Colombia |
| Venezuela | Ecuador  |
| Paraguay  | Cile     |
| Argentina | Bolivia  |

### Sorteggio definitivo
A seguito del cambio del paese ospitante, la CONMEBOL ha deciso di organizzare un secondo sorteggio il 6 dicembre 2024 con le stesse modalità del precedente, ma con teste di serie e fasce aggiornate.
| Teste di serie | Urna 2   | Urna 3   | Urna 4    | Urna 5  |
| -------------- | -------- | -------- | --------- | ------- |
| Venezuela      | Uruguay  | Ecuador  | Cile      | Bolivia |
| Brasile        | Colombia | Paraguay | Argentina | Perù    |

Il secondo e definitivo sorteggio ha dato come risultato i seguenti gironi:
| Gruppo A  | Gruppo B  |
| --------- | --------- |
| Venezuela | Brasile   |
| Uruguay   | Colombia  |
| Paraguay  | Ecuador   |
| Cile      | Argentina |
| Perù      | Bolivia   |

## Prima fase
Le prime tre squadre di ogni gruppo passano alla fase finale.
Se due o più squadre dovessero terminare il girone a pari punti, la classifica finale sarebbe determinata in base a questi criteri:
1. scontri diretti;
2. punti nello scontro diretto;
3. differenza reti nello scontro diretto;
4. gol segnati nello scontro diretto;
5. differenza reti nel girone;
6. numero di gol segnati nel girone;
7. meno cartellini rossi ricevute;
8. meno cartellini gialli ricevuti;
9. sorteggio.

Tutti gli orari delle partite sono in VET (UTC−4), come indicato dalla CONMEBOL.

### Gruppo A

#### Classifica
| Pos. | Squadra   | Pt | G | V | N | P | GF | GS | DR |
| ---- | --------- | -- | - | - | - | - | -- | -- | -- |
| 1.   | Uruguay   | 9  | 4 | 3 | 0 | 1 | 10 | 2  | +8 |
| 2.   | Paraguay  | 9  | 4 | 3 | 0 | 1 | 5  | 8  | -3 |
| 3.   | Cile      | 6  | 4 | 2 | 0 | 2 | 7  | 7  | 0  |
| 4.   | Venezuela | 6  | 4 | 2 | 0 | 2 | 6  | 3  | +3 |
| 5.   | Perù      | 0  | 4 | 0 | 0 | 4 | 3  | 11 | -8 |

#### Risultati
| Arbitro: | Jhon Hinestroza |

|               |           |                               |
| Goicochea 20’ | Marcatori | 26’ (rig.) Kmet 72’ Fernández |

| Arbitro: | Maximiliano Ramírez |

|               |           |                 |
| Andrade 45+5’ | Marcatori | 34’, 40’ Rossel |

| Arbitro: | Paulo Zanovelli |

|           |           |                                |
| Ramos 16’ | Marcatori | 8’ Machado 90+6’ (aut.) Rossel |

| Arbitro: | Andrea Colombo |

|  |           |                                                     |
|  | Marcatori | 13’ Tamayo 66’ (aut.) Arias 81’ Rodríguez 89’ Vegas |

| Arbitro: | Jordy Alemán |

|                               |           |                         |
| Vásquez 12’ Rossel 86’, 90+3’ | Marcatori | 24’ Soyer 53’ Goicochea |

| Arbitro: | Maximiliano Ramírez |

|                                                             |           |  |
| Severo 14’ Petit 26’, 31’ Machado 62’ Crucci 67’ Barbas 75’ | Marcatori |  |

| Arbitro: | Alex Cajas |

|                         |           |  |
| Machado 6’ Pacífico 13’ | Marcatori |  |

| Arbitro: | Jhon Hinestroza |

|             |           |  |
| Alfonso 42’ | Marcatori |  |

| Arbitro: | Paulo Zanovelli |

|                    |           |  |
| Andrade 59’ (rig.) | Marcatori |  |

| Arbitro: | Andrea Colombo |

|                      |           |           |
| Paoli 35’ Aguayo 57’ | Marcatori | 69’ Ramos |

### Gruppo B

#### Classifica
| Pos. | Squadra   | Pt | G | V | N | P | GF | GS | DR |
| ---- | --------- | -- | - | - | - | - | -- | -- | -- |
| 1.   | Colombia  | 10 | 4 | 3 | 1 | 0 | 6  | 3  | +3 |
| 2.   | Argentina | 8  | 4 | 2 | 2 | 0 | 8  | 1  | +7 |
| 3.   | Brasile   | 6  | 4 | 2 | 0 | 2 | 5  | 10 | -5 |
| 4.   | Ecuador   | 4  | 4 | 1 | 1 | 2 | 4  | 5  | -1 |
| 5.   | Bolivia   | 0  | 4 | 0 | 0 | 4 | 4  | 8  | -4 |

#### Risultati
| Arbitro: | Yender Herrera |

|           |           |                       |
| Rojas 25’ | Marcatori | 51’ Arroyo 54’ Obando |

| Arbitro: | Derlis López |

|  |           |                                                                          |
|  | Marcatori | 6’ Subiabre 8’, 54’ Echeverri 11’ (aut.) Serrote 52’ Ruberto 78’ Hidalgo |

| Arbitro: | Michael Espinoza |

|              |           |                              |
| Centella 47’ | Marcatori | 14’ Moscardo 28’ Breno Bidon |

| Arbitro: | José Cabero |

|               |           |           |
| Echeverri 36’ | Marcatori | 33’ Perea |

| Arbitro: | Yender Herrera |

|               |           |  |
| Rodríguez 86’ | Marcatori |  |

| Arbitro: | Mathías De Armas |

|                   |           |  |
| N. Villarreal 41’ | Marcatori |  |

| Arbitro: | Derlis López |

|                                           |           |                           |
| N. Villarreal 2’ González 14’ Montaño 86’ | Marcatori | 60’ Rojas 90+4’ Rodríguez |

| Arbitro: | José Cabero |

|                            |           |                                |
| Obando 76’ Páez 84’ (rig.) | Marcatori | 25’ Iago 27’, 45+1’ Washington |

| Arbitro: | Mathías De Armas |

|  |           |                   |
|  | Marcatori | 47’ N. Villarreal |

| 1º febbraio 2025, ore 17:00 UTC-4 | Ecuador          | 0 – 0 referto | Argentina | Stadio metropolitano di Lara, Cabudare\| Arbitro: \| Michael Espinoza \| |
| Arbitro:                          | Michael Espinoza |               |           |                                                                          |

## Girone finale

### Classifica
| Squadra qualificata per il campionato del mondo Under-20 2025                                  |
| Squadra qualificata per il campionato del mondo Under-20 2025 in quanto nazione organizzatrice |

| Pos. | Squadra   | Pt | G | V | N | P | GF | GS | DR |
| ---- | --------- | -- | - | - | - | - | -- | -- | -- |
| 1.   | Brasile   | 13 | 5 | 4 | 1 | 0 | 9  | 2  | +7 |
| 2.   | Argentina | 10 | 5 | 3 | 1 | 1 | 10 | 8  | +2 |
| 3.   | Colombia  | 9  | 5 | 3 | 0 | 2 | 10 | 4  | +6 |
| 4.   | Paraguay  | 9  | 5 | 3 | 0 | 2 | 7  | 10 | -3 |
| 5.   | Uruguay   | 1  | 5 | 0 | 1 | 4 | 5  | 10 | -5 |
| 6.   | Cile      | 1  | 5 | 0 | 1 | 4 | 4  | 11 | -7 |

### Risultati
| Arbitro: | Paulo Zanovelli |

|            |           |                          |
| Rossel 61’ | Marcatori | 35’ Subiabre 42’ Ruberto |

| Arbitro: | Andrea Colombo |

|  |           |           |
|  | Marcatori | 74’ Pedro |

| Arbitro: | Maximiliano Ramírez |

|                                         |           |  |
| Barrera 14’ N. Villarreal 31’, 51’, 71’ | Marcatori |  |

| Arbitro: | José Cabero |

|  |           |         |
|  | Marcatori | 6’ Iago |

| Arbitro: | Michael Espinoza |

|                            |           |                                       |
| Lavega 60’, 75’ Crucci 86’ | Marcatori | 38’, 45+3’ Echeverri 52’, 69’ Carrizo |

| Arbitro: | Alex Cajas |

|                        |           |          |
| Alfonso 55’ Kmet 90+3’ | Marcatori | 83’ Arce |

| Arbitro: | Yender Herrera |

|               |           |                                   |
| Á. Aguayo 25’ | Marcatori | 15’ Gustavo 17’ Rayan 78’ Alisson |

| Arbitro: | Andrea Colombo |

|              |           |  |
| Subiabre 86’ | Marcatori |  |

| Arbitro: | Maximiliano Ramírez |

|           |           |               |
| Román 25’ | Marcatori | 15’ Rodríguez |

| Arbitro: | José Cabero |

|           |           |  |
| Paoli 52’ | Marcatori |  |

| Arbitro: | Alex Cajas |

|                                         |           |            |
| Perea 30’ N. Villarreal 50’ Benítez 81’ | Marcatori | 38’ Romero |

| Arbitro: | Mathías De Armas |

|           |           |                      |
| Rayan 78’ | Marcatori | 40’ (rig.) Echeverri |

| Arbitro: | Paulo Zanovelli |

|            |           |                                           |
| Severo 13’ | Marcatori | 6’ N. Villarreal 15’ González 39’ Sarabia |

| Arbitro: | Yender Herrera |

|                                      |           |  |
| Washington 73’ Pedro 86’ Ricardo 88’ | Marcatori |  |

| Arbitro: | Andrea Colombo |

|                  |           |                                |
| Carrizo 52’, 66’ | Marcatori | 6’ Kmet 47’ Caballero 82’ Léon |

## Classifica marcatori
8 gol
- Néiser Villarreal

6 gol
- Claudio Echeverri

5 gol
- Juan Francisco Rossel

4 gol
- Maher Carrizo

3 gol
- Ian Subiabre
- Deivid Washington
- Luca Kmet
- Renzo Machado

2 gol
- Agustín Ruberto
- Jairo Rojas
- Iago Teodoro
- Pedro
- Rayan
- Emiliano Ramos

- Kener González
- Óscar Perea
- Allen Obando
- Ángel Aguayo
- Octavio Alfonso
- Gadiel Paoli

- Juan Pablo Goicochea
- Esteban Crucci
- Joaquín Lavega
- Gonzalo Petit
- Alejandro Severo
- Kervin Andrade

1 gol
- Santiago Hidalgo
- Teo Rodríguez Pagano
- Guilmar Centella
- Patrick Rodríguez
- Breno Bidon
- Gabriel Moscardo
- Gustavo Prado
- Ricardo Mathias
- Alisson Santana
- Agustín Arce

- Iván Román
- Patricio Romero
- Ignacio Vásquez
- Jordan Barrera
- Royner Benítez
- Carlos Sarabia
- Jordan Barrera
- Keny Arroyo
- Kendry Páez
- Tiago Caballero

- David Fernández
- Diego León
- Bassco Soyer
- Germán Barbas
- Patricio Pacífico
- Juan Rodríguez
- Leandro Rodríguez
- Bianneider Tamayo
- Miguel Vegas

1 autogol
- Igor Serrote
- Juan Francisco Rossel
- Brian Arias